# Drosophila pruinosa
Drosophila pruinosa este o specie de muște din genul Drosophila, familia Drosophilidae, descrisă de Oswald Duda în anul 1940. Conform Catalogue of Life specia Drosophila pruinosa nu are subspecii cunoscute.